# Sèrgi Javaloyès
 (octobre 2024).
La mise en forme du texte ne suit pas les recommandations de Wikipédia : il faut le « wikifier ».
Les points d'amélioration suivants sont les cas les plus fréquents :
- Les titres sont pré-formatés par le logiciel. Ils ne sont ni en capitales, ni en gras.
- Le texte ne doit pas être écrit en capitales (les noms de famille non plus), ni en gras, ni en italique, ni en « petit »…
- Le gras n'est utilisé que pour surligner le titre de l'article dans l'introduction, une seule fois.
- L'italique est rarement utilisé : mots en langue étrangère, titres d'œuvres, noms de bateaux, etc.
- Les citations ne sont pas en italique mais en corps de texte normal. Elles sont entourées par des guillemets français : « et ».
- Les listes à puces sont à éviter, des paragraphes rédigés étant largement préférés. Les tableaux sont à réserver à la présentation de données structurées (résultats, etc.).
- Les appels de note de bas de page (petits chiffres en exposant, introduits par l'outil «  Source ») sont à placer entre la fin de phrase et le point final[comme ça].
- Les liens internes (vers d'autres articles de Wikipédia) sont à choisir avec parcimonie. Créez des liens vers des articles approfondissant le sujet. Les termes génériques sans rapport avec le sujet sont à éviter, ainsi que les répétitions de liens vers un même terme.
- Les liens externes sont à placer uniquement dans une section « Liens externes », à la fin de l'article. Ces liens sont à choisir avec parcimonie suivant les règles définies. Si un lien sert de source à l'article, son insertion dans le texte est à faire par les notes de bas de page.
- La présentation des références doit suivre les conventions bibliographiques. Il est recommandé d'utiliser les modèles {{Ouvrage}}, {{Chapitre}}, {{Article}}, {{Lien web}} et/ou {{Bibliographie}}. Le mode d'édition visuel peut mettre en forme automatiquement les références.
- Insérer une infobox (cadre d'informations à droite) n'est pas obligatoire pour parachever la mise en page.

Pour une aide détaillée, merci de consulter Aide:Wikification.
Si vous pensez que ces points ont été résolus, vous pouvez retirer ce bandeau et améliorer la mise en forme d'un autre article.
Sèrgi Javaloyès, né à Oran en Algérie française le 15 septembre 1951, est un romancier, poète et chroniqueur français.

## Biographie
(février 2025).
Il est envoyé par ses parents fin 1961 dans une famille d’accueil, en Béarn, pour échapper à la guerre d'indépendance dévastant la ville[Laquelle ?]. Connaissant le français et le castillan en Algérie, il apprend l’occitan (le gascon) dans cette famille qui le pratique quotidiennement. C’est son roman L’òra de partir / L’heure de partir qui le révèlera à un large public. Une écriture occitane bouleversante et un regard singulier sur la fin de la guerre d’Algérie à Oran, sa ville natale, vécus dans son enfance par un narrateur qui devra bientôt apprendre à évoluer dans un univers béarnais nouveau pour lui, contribueront à faire de ce livre, traduit en français aux éditions Fédérop en 2004 et plus tard en catalan, puis en anglais, un véritable best-seller de la littérature occitane.
La vie et l’œuvre de Sèrgi Javaloyès s’organisent, sur la déchirure de la guerre d’Algérie, en particulier sur le départ d’Oran pour Nay en Béarn, à l’âge de dix ans, avant d’être rejoint par sa famille. Ce traumatisme fondateur est raconté dans L’Òra de partir. Le drame de la guerre se double d’une découverte fondatrice, la langue parlée par ses parents adoptifs. Dès lors, à l’exil d’Algérie s’ajoute un autre exil, intérieur celui-là, celui de tout Occitan, « en étrange pays dans son pays lui-même ». Ce roman a été quatre fois réédité par les éditions Reclams, traduit en français par Guy Latry, aux éditions Fédérop, L’hora de marxar, en catalan par Jordi Suïls, Pagès editors, et en anglais par James Thomas, Time to Split, Francis Boutle Publishers.
L’originalité de Javaloyès prosateur consiste dans un aller-retour continuel entre présent et passé, l’exploration de la mémoire à partir d’une expérience présente, la traversée des couches successives d’un mille-feuilles temporel. Le présent n’est jamais raconté pour lui-même, mais dans la mesure où il permet une mise en perspective entre ce présent et les divers plans du passé. Comme un pêcheur en eaux troubles, le narrateur plonge sa ligne dans le passé pour en ramener des objets hétéroclites et des monstres intimes. On sent là une influence possible du roman sud-américain ou de William Faulkner. Les romans La Set, éditions Reclams, Tranga & tempèstas éditions I.E.O, reprennent ce schéma. Après le roman de formation qu’est L’òra de partir, montrant un enfant en train de se faire homme, La Set, roman de « déformation » montre des hommes en train de se défaire.
Le poème long qu’est Sorrom Borrom o Le Rêve du Gave est une œuvre épique et puissante, qui suit en sept chants le torrent pyrénéen, depuis le traumatisme de sa naissance sous forme de cascade dans le Cirque de Gavarnie, jusqu’à sa mort dans la Mar Grana, l’océan. L’histoire du Gave, c’est la projection obsessionnelle de l’axe vertical de la naissance sur l’axe horizontal du « cours de la vie ». Où qu’il coule, même dans ses portions les plus canalisées, le Gave porte en lui et évoque pour nous le saut primal de l’ange, sa gigantesque chute originelle. Sorrom Borrom est l’exploration réussie de cette très belle métaphore du torrent. En même temps qu’il évoque le traumatisme biographique de son auteur, il permet une traversée de la Gascogne, une visite guidée poétique.
Les derniers romans sont en français et en occitan, Viral, L’homme est un ours qui a mal tourné, aux éditions In8, et País d’exilis, aux éditions Reclams.

### Prose
- Txikitua, nouvelle, in Euròpa, edicions Reclams, 2024.
- L’homme est un ours qui a mal tourné, roman, éd. In8, Pau-Morlaàs, 2022
- Garbura, nouvelle, in Nouvelles d’Occitanie, éd. Magellan & Cie, Paris, 2022
- País d’exilis, roman, éditions Reclams, Pau, 2022
- L’Òra de partir, roman, 4 ème réédition, éditions Reclams, 2022
- Time to Split, roman, version anglaise de L’Òra de partir, aux éd. Francis Boutle Publishers, Londres, décembre 2021.
- Viral, roman, éd. In8, Serres-Morlaàs, 2018.
- L’Hora de marxar, roman, traduction catalana de L’Òra de partir, Pagès edicions, Lleida-Barcelona, 2015.
- Tallat inclòs, nouvelle, Roc de Quer, relats dels Pirenèus, éd. Proa, Barcelona, 2009.
- Lettre à ma complice, nouvelle, éd. In8, Serres-Morlaàs, 2007.
- Garbura, nouvelle, éd. In8, Serre-Morlaàs, 2005.
- Tranga & Tempèstas, roman, coll. Atots, éd. I.E.O, Puylaurenç, 2005. Prix Jaufre Rudel, 2006.
- L’Heure de partir, roman, nouvelle traduction établie par Guy Latry, éd. Fédérop, Gardonne, 2004 – Les éd. Fédérop ont été rachetées par les éd. Pierre Mainard.
- La Set (La Soif), roman, éd. Reclams, Pau, 2001, Prix Paul Froment (2001).
- L’Òra de partir - 1 èra édition, roman (1997) éd. E.G.F., grand Prix Joan-Bodon (1998) ; réédition en 1998, puis en 2001, 2022, dans une version revue et corrigée, dans coll. Terra Incognita, éd. Reclams[2].

### Poésie
- Sorrom-Borrom ou le Rêve du gave (bilingue), éditions Reclams, coll. Tintas, 2010, adapté par Joan Francés Tisnèr pour son spectacle musical éponyme ; nouvelle édition revue et corrigée par l’auteur, en 2018. Un C.D. a été tiré de ce spectacle.
- En Espèra d’un aute temps (Dans l’attente d’un autre temps), hommage à Félix-Marcel Castan, Poésie 33, 2002.
- Mar grana, poème pour composition symphonique de Brice Martin, film Arte Mémoires d’écume, 2002.

### Théâtre
- Lo Viatge de l’Auca – Le Voyage de l’Oie, théâtre pour enfants, pour la C.K. Compagnie, 2004.

### Traductions
- Carlos Castan, traduction de El Andén de nieve (castillan), Cai de nèu (occitan-gascon) pour Euròpa, éd. Reclams, 2024.
- Acte II, scène 1 et scène III, Dom Juan, d’après Molière, mise en scène Éric Vigner, Théâtre Saint Louis, Pau, août 2022.
- Adaptation en occitan-gascon du rôle de Cyrano dans Cyrano de Bergerac de Jean-Paul Rappeneau, pour une synchronisation occitane du film, association Contà’m, 2021[3].
- Voisins zinzins et autres histoires de mon immeuble, Piret Raud, Canopé - éditions du Rouergue, 2020.
- Ua simpla question de justícia, (Une simple question de justice), Michel Piquemal, dessin Kkrist Mirror, Canopé éditions, 2019
- Le Chemin de terre, traduction en français du roman Lo Camin de tèrra, de Bernard Manciet, publié dans l’ouvrage Romans, collection Escapades, éditions In8, 2018.
- Xola e los leons (Xola y los leones), Bernado Atxaga, Canopé éditions, 2018
- Lo Mainat deu can qui parla, (Le Garçon au chien parlant, Claudine Galea), Canopé éditions, 2017.
- Antòni o la Resisténcia (Antoine ou la Résistance, Valentine Goby & Roman Badel), Canopé éditions, 2016.
- De la literatura tà la mercaderia (De la littérature à la marchandisation) extrait du Débat, Gallimard, n°135, 2005), Pierre Bergounioux, revue Reclams n°807, 2007.
- Obéir, de Bernard Manciet, avec Estela Comellas, coll. La Porte à côté, éditions de l’Atelier In8, 2004.
- Le Nord Perdu - Lo Nòrd perdut, traduction du poème de Patrick Guyon, éditions Cairn, 1997.

### Essais
- Au Nom de la langue//Au nom de la lenga, essai, éd. Reclams, 2015.
- Membre de l’équipe de travail collaborative pour l’édition revue et corrigée du Dictionnaire du Béarnais et du Gascon modernes de Simin Palay ; auteur de l’histoire du Dictionnaire en introduction de l’ouvrage[4].

### Interventions et études
- Los de Nadau, un groupe de protest-song occitan ? Actes du colloque, « Trobada d’Agòr », Oloron-Sainte-Marie/ Auloron, 2017.
- La doctrine félibréenne de Simin Palay à travers ses « Clams de douctrine! », actes du colloque Simin Palay, Oloron-Sainte-Marie, 2016 .
- Responsable & rédacteur de l’étude sur l’édition occitane en Aquitaine pour la région Aquitaine, 2012- 2013 ;
- Mythes et réalités du félibrige gascon, actes du colloque « Trobada d’Agòr », Vastin Lespy, Oloron-Sainte-Marie (2009)[5].
- Rédacteur et rapporteur du rapport « Langues & Cultures d’Aquitaine », saisine directe d’Alain Rousset, président du Conseil régional d’Aquitaine » du C.E.S.E.R. Aquitaine (2005)

### Autres
Chroniqueur hebdomadaire et critique littéraire de La République des Pyrénées, depuis 2002.